# Gorak
Gorak is een bestuurslaag in het regentschap Simalungun van de provincie Noord-Sumatra, Indonesië. Gorak telt 524 inwoners (volkstelling 2010).